# Петрів Володимир Іванович
Володимир Іванович Петрів (1928, село Загірочко, тепер Жидачівського району Львівської області — ?) — український радянський діяч, наладник технологічного обладнання, апаратник рафінадного цеху Ходорівського цукрового комбінату Львівської області. Герой Соціалістичної Праці (20.04.1971).

## Біографія
Народився в родині робітника Ходорівської цукроварні (цукрового заводу) Івана Пантелеймоновича Петріва.
З серпня 1944 року — учень слюсаря, молотобоєць, слюсар-наладник технологічного обладнання, апаратник рафінадного цеху Ходорівського цукрового комбінату Львівської області. Працював майстром виробничого навчання на комбінаті.
Член КПРС.
Указом Президії Верховної Ради СРСР від 20 квітня 1971 року Володимиру Петріву присвоєно звання Героя Соціалістичної Праці з врученням ордена Леніна і золотої медалі «Серп і Молот».
Потім — на пенсії в місті Ходорові Львівської області.

## Нагороди
- Герой Соціалістичної Праці (20.04.1971)
- орден Леніна (20.04.1971)
- медалі